# Auxin
Auxiner är en klass av substanser som reglerar tillväxten hos växter. Det vanligaste auxinet är indol-3-ättiksyra, vilket ofta förkortas IAA från det engelska namnet, indoleacetic acid.
Auxin bildas av unga vävnader, t.ex. skott och nybildade blad. Auxinet får cellväggarna att mjukna. Medan detta sker kan nybildade celler tänjas ut på längden genom att vakuolerna tar upp vatten och förstoras. Om koncentrationen av auxin är lika överallt i en stjälk, växer plantan rakt upp.
Auxin "skyr" ljus. En planta som blir belyst från ett visst håll får därför störst auxinkoncentration på skuggsidan. Därmed är det cellerna på stjälkens skuggsida som förstoras mest, varför plantan böjer sig mot ljuset. Detta är exempel på fototropism.
Auxin påverkas indirekt även av tyngdkraften. Om man välter en krukväxt så att stjälken hamnar vågrätt, samlas mest auxin på stjälkens undersida (förmodligen förmedlas denna omfördelning av auxin av att stärkelsekorn "faller" och samlas längst ner i cellerna). När cellerna på stjälkens undersida sträcker sig böjs plantan uppåt. Detta är ett exempel på positiv fototropism (rörelse i förhållande till ljuset).
Hos rötter påverkas cellernas längdtillväxt av förhöjda halter av auxin. Roten söker sig ned mot vatten vilket kallas för hydrotropism medan stjälken söker sig mot ljuset (fototropism).